# 我將與你同在
《我將與你同在》（英語：I'll Be There for You），是美國搖滾樂團邦·喬飛（英語：Bon Jovi）在1989年4月發行的單曲，這首單曲獲得告示牌單曲榜冠軍，成為邦·喬飛樂團第四首全美冠軍單曲，〈I'll Be There for You〉已經成為該樂團最具代表性的經典歌曲之一。

## 內容

### 歌曲簡介
〈我將與你同在〉收錄於邦·喬飛樂團（英語：Bon Jovi）第四張錄音室專輯《新澤西》（英語：New Jersey），也是從這張專輯中推出的第三首單曲。該樂團主唱瓊·邦·喬飛也參與詞曲創作，這首抒情歌曲完美結合搖滾樂與流行音樂，歌曲中僅使用少量的樂器當主伴奏，主要在烘托主唱的聲音，瓊·邦·喬飛那聲嘶力竭的嘶吼嗓音正是整首歌曲的精神所在。

### 商業成績
〈我將與你同在〉是專輯《新澤西》推出的第三首單曲，前兩首單曲分別為〈劣药〉（Bad Medicine，2週冠軍）和〈Born to Be My Baby〉（第3名）。〈我將與你同在〉在實體單曲發行之前，靠電台點播積分進入告示牌單曲榜，1989年3月4日首週進入榜中，成績為第82名，待4月4日開始發行單曲實體銷售後，該單曲名次一直向上攀升，終於在1989年5月13日踢下流行天后瑪丹娜的百萬金曲〈Like a Prayer〉登上榜首位置，成為邦·喬飛樂團第四首全美冠軍單曲。〈I'll Be There for You〉雖然只待了1週冠軍就被寶拉·阿巴杜的Forever Your Girl請下王座，但它在單曲榜中共停留了22週，在該年度告示牌年終單曲榜中高居第23名。
雖然專輯《新澤西》在英國專輯榜拿下冠軍，但其推出的所有單曲都未能打進英國單曲榜TOP 10，〈我將與你同在〉在英國單曲榜最高成績為第18名。

### 樂壇紀錄
〈我將與你同在〉再為邦·喬飛樂團增添一首全美冠軍曲，也讓該樂團締造連續四年都有冠軍曲產生的紀錄，也為《新澤西》締造五首TOP 10單曲紀錄添上一筆功勞，〈我將與你同在〉如今已成為邦·喬飛樂團最重要的經典代表作之一。

## 資料來源
1. ↑  .   [2016-06-26]. （原始内容存档于2016-07-31）.
2. ↑  .   [2016-06-26]. （原始内容存档于2016-05-07）.
3. ↑  .   [2016-06-26]. （原始内容存档于2016-06-04）.
4. ↑  .   [2016-06-26]. （原始内容存档于2016-06-21）.
5. ↑  .   [2016-06-26]. （原始内容存档于2017-01-28）.
6. ↑  .   [2016-06-26]. （原始内容存档于2016-05-28）.